# Prezidentské volby v Rusku 1996
Prezidentské volby v Rusku  se uskutečnily v létě 1996 (první kolo 16. června a druhé kolo 3. července). Šlo o první prezidentské volby po rozpadu Sovětského svazu v roce 1991. Vítězem voleb se stal dosavadní prezident Boris Jelcin, který ve druhém kole porazil komunistického kandidáta Gennadije Zjuganova.
Voleb se účastnilo celkem 11 kandidátů. Odehrály se v atmosféře první čečenské války a různých ruských vnitropolitických konfliktů.

## Situace před volbami
Volby se konaly v probíhající čečenské válce, která byla započata roku 1994. Atmosféru také výrazně ovlivnilo zabití čečenského separatistického politika Džochara Dudajeva. I tak byla ale Jelcinova role v konfliktu vnímána jako neúspěšná a jeho popularita prudce klesala.
Ruská politická scéna navíc byla ovlivněna úspěchem Komunistické strany Ruské federace v předcházejících parlamentních volbách v roce 1995. Vliv komunistů prudce rostl, jejich kandidát Zjuganov ve většině případů figuroval jako vítěz prezidentských voleb v průzkumech veřejného mínění (například v dubnu 1996 mu agentura VCIOM přisoudila vítězství s 27 procenty hlasů, zatímco Jelcin by získal 21 procent).
Volby byly ovlivněny i nestabilním postavením dosavadního prezidenta. Boris Jelcin měl za sebou několik diplomatických přehmatů a jeho zdravotní stav se zhoršoval, na což Rusové reagovali velmi negativně. Navíc prokremelsky orientovaná strana Náš dům – Rusko (NDR), která Jelcina ve volbách podporovala, nedokázala vytvořit dostatečné zázemí pro úspěšné vedení předvolební kampaně.
Vše nasvědčuje tomu, že s rostoucí podporou Zjuganova se pokoušel Jelcin udělat vše pro to, aby jeho vítězství zvrátil. Odebrat hlasy komunistickému kandidátovi tak měl například kandidát Alexandr Lebeď, který byl oblíbený pro své vojenské zapojení v konfliktech 80. let. Za podporu Jelcina ve druhém kole voleb mu bylo přislíbeno křeslo tajemníka Bezpečnostní rady, k čemuž po volbách skutečně došlo.

## Kandidáti
Kandidátů se do volebního klání přihlásilo celkem 11. Byli jimi:
Boris Jelcin (nezávislý), dosavadní prezident Ruské federace
Gennadij Zjuganov (KPRF), předseda komunistické strany
Alexandr Lebeď (Kongres ruských společenství), generál a veterán afghánské války
Grigorij Javlinskij (Jabloko), liberální politik a předseda strany
Vladimir Žirinovskij (LDPR), předseda strany
Svjatoslav Fjodorov (Strana dělnické samosprávy), lékař
Michail Gorbačov (nezávislý), bývalý prezident SSSR
Martin Šakum (nezávislý)
Jurij Vlasov (nezávislý), reprezentant SSSR ve vzpírání
Vladimir Bryntsalov (nezávislý), ruský byznysmen
Aman Tulejev (nezávislý), poslanec

## Volební kampaň
Jelcinova kampaň probíhala zejména v antikomunistickém duchu, cílem bylo odčerpat hlasy pro Zjuganova. Média byla v rukou oligarchů, kteří podporovali Jelcina, televize s neobvyklou frekvencí vysílala dokumenty o stalinských represích a varovala, že pokud se Zjuganov stane prezidentem, dojde k občanské válce. Naopak byly zamlčovány neúspěchy Jelcinovy vlády související s čečenskou válkou. Volby byly následně kritizovány jako zmanipulované ve prospěch Borise Jelcina.

## Průběh voleb
Ukázalo se, že hlavním Jelcinovým problémem je konání voleb o víkendu. Velká část jeho voličů totiž odjížděla na chalupy. Na vesnice byly tak v rámci volební kampaně vyslány skupiny Jelcinových podporovatelů, kteří pro něj agitovali.

## Výsledky voleb

### 1. kolo
| Kandidát                | Politická strana             | Počet hlasů | v %  |
| ----------------------- | ---------------------------- | ----------- | ---- |
| Boris Jelcin            | nezávislý                    | 26 665 495  | 35,8 |
| Gennadij Zjuganov       | KPRF                         | 24 211 686  | 32,5 |
| Alexandr Lebeď          | Kongres ruských společenství | 10 974 736  | 14,7 |
| Grigorij Javlinskij     | Jabloko                      | 5 550 752   | 7,4  |
| Vladimir Žirinovskij    | LDPR                         | 4 311 479   | 5,8  |
| Svjatoslav Fjodorov     | Strana dělnické samosprávy   | 699 158     | 0,9  |
| Michail Gorbačov        | nezávislý                    | 386 069     | 0,5  |
| Martin Šakum            | nezávislý                    | 277 068     | 0,4  |
| Jurij Vlasov            | nezávislý                    | 151 282     | 0,2  |
| Vladimir Bryntsalov     | nezávislý                    | 123 065     | 0,2  |
| Aman Tulejev            | nezávislý                    | 308         | 0,0  |
| Pro žádného z kandidátů |                              | 1 163 921   | 1,6  |

Volební účast v prvním kole voleb činila 69,7 %.

### 2. kolo
| Kandidát          | Počet hlasů | v %  |
| ----------------- | ----------- | ---- |
| Boris Jelcin      | 40 203 948  | 54,4 |
| Gennadij Zjuganov | 30 102 288  | 40,7 |

Druhého kola voleb se zúčastnilo 68,8 % oprávněných voličů.

## Následky
Ruská vláda byla po volbách obviňována, že Jelcinovo vítězství bylo zfalšované. Podle některých zdrojů dokonce v roce 2012 tehdejší ruský prezident Dmitrij Medveděv měl prohlásit, že vítězem voleb byl údajně komunista Zjuganov. Kreml ale tuto tezi popřel.
Inaugurace staronového prezidenta Borise Jelcina se konala 9. srpna. Inaugurační ceremoniál byl kvůli podlomenému zdraví zvoleného prezidenta zkrácen.